# Quadrica
In matematica, e in particolare in geometria, una quadrica (o superficie quadrica) è una (iper-)superficie di uno spazio n-dimensionale sui complessi o sui reali rappresentata da un'equazione polinomiale del secondo ordine nelle variabili spaziali (coordinate).
Se le coordinate spaziali sono {\displaystyle \{x_{1},\ \dots ,\ x_{n}\}}, allora la generale quadrica nello spazio {\displaystyle \mathbb {C} ^{n}} (o {\displaystyle \mathbb {R} ^{n}}) è definita da un'equazione della forma
{\displaystyle \sum _{i,j=1}^{n}B_{ij}x_{i}x_{j}+\sum _{i=1}^{n}E_{i}x_{i}+F=0,}
dove {\displaystyle B_{ij}} è una matrice (non nulla), {\displaystyle E} un vettore e {\displaystyle F} una costante.
Un punto qualsiasi di una superficie quadrica si definisce iperbolico, parabolico o ellittico a seconda che il piano tangente alla superficie in quel punto tagli la quadrica in due rette reali e distinte, coincidenti o immaginarie coniugate. I punti di una quadrica sono tutti dello stesso tipo, cioè o tutti iperbolici o tutti parabolici o tutti ellittici. Tale caratteristica dipende solo dal segno del determinante della quadrica (invariante nei sistemi di riferimento cartesiani ortogonali) e viene spesso posta in evidenza come aggettivo della quadrica (ad esempio, iperboloide iperbolico).
Attraverso traslazioni e rotazioni ogni quadrica può essere trasformata in una forma "normalizzata", sensibilmente più semplice di quella generale.
Ad esempio, l'equazione normalizzata di molte quadriche nello spazio a tre dimensioni ({\displaystyle n=3}) è:
{\displaystyle \pm {x^{2} \over a^{2}}\pm {y^{2} \over b^{2}}\pm {z^{2} \over c^{2}}\,=\,1}
Nello spazio euclideo tridimensionale ogni quadrica può essere scritta in una delle seguenti 9 forme normalizzate:
| Quadriche non degeneri | Quadriche non degeneri                            | Quadriche non degeneri                                                         | Quadriche non degeneri |
| ---------------------- | ------------------------------------------------- | ------------------------------------------------------------------------------ | ---------------------- |
| Ellissoide             | Ellissoide scaleno                                | {\displaystyle {x^{2} \over a^{2}}+{y^{2} \over b^{2}}+{z^{2} \over c^{2}}=1}  |                        |
| Ellissoide             | Sferoide prolato                                  | {\displaystyle {x^{2} \over a^{2}}+{y^{2} \over b^{2}}+{z^{2} \over b^{2}}=1}  |                        |
| Ellissoide             | Sferoide oblato                                   | {\displaystyle {x^{2} \over a^{2}}+{y^{2} \over a^{2}}+{z^{2} \over b^{2}}=1}  |                        |
| Ellissoide             | Sfera                                             | {\displaystyle {x^{2} \over a^{2}}+{y^{2} \over a^{2}}+{z^{2} \over a^{2}}=1}  |                        |
| Paraboloide            | Paraboloide ellittico                             | {\displaystyle {x^{2} \over a^{2}}+{y^{2} \over b^{2}}-{z \over c}=0}          |                        |
| Paraboloide            | Paraboloide circolare                             | {\displaystyle {x^{2} \over a^{2}}+{y^{2} \over a^{2}}-{z \over c}=0}          |                        |
| Paraboloide            | Paraboloide iperbolico                            | {\displaystyle {x^{2} \over a^{2}}-{y^{2} \over b^{2}}-{z \over c}=0}          |                        |
| Iperboloide            | Iperboloide ad una falda (iperboloide iperbolico) | {\displaystyle {x^{2} \over a^{2}}+{y^{2} \over b^{2}}-{z^{2} \over c^{2}}=1}  |                        |
| Iperboloide            | Iperboloide a due falde (iperboloide ellittico)   | {\displaystyle -{x^{2} \over a^{2}}-{y^{2} \over b^{2}}+{z^{2} \over c^{2}}=1} |                        |
| Quadriche degeneri     |                                                   |                                                                                |                        |
| Cono (a due falde)     | Cono (a due falde)                                | {\displaystyle {x^{2} \over a^{2}}+{y^{2} \over b^{2}}-{z^{2} \over c^{2}}=0}  |                        |
| Cilindro               | Cilindro ellittico                                | {\displaystyle {x^{2} \over a^{2}}+{y^{2} \over b^{2}}=1}                      |                        |
| Cilindro               | Cilindro circolare                                | {\displaystyle {x^{2} \over a^{2}}+{y^{2} \over a^{2}}=1}                      |                        |
| Cilindro               | Cilindro parabolico                               | {\displaystyle {x^{2} \over 2a}+y=0}                                           |                        |
| Cilindro               | Cilindro iperbolico                               | {\displaystyle {x^{2} \over a^{2}}-{y^{2} \over b^{2}}=1}                      |                        |

Nello spazio proiettivo reale, a meno di una trasformazione proiettiva ci sono tre classi di equivalenza di quadriche:
- il cono, il cilindro e le altre quadriche "degeneri", cioè con curvatura gaussiana zero, sono tra loro equivalenti;
- i due paraboloidi iperbolici e le superfici rigate sono tra loro equivalenti;
- l'ellissoide, il paraboloide ellittico, l'iperboloide a due falde e le rimanenti quadriche sono tra loro equivalenti.

Nello spazio proiettivo complesso tutte le quadriche non degeneri sono tra loro equivalenti, a meno di trasformazioni proiettive.